# Западен административен окръг
Западен административен окръг, съкратено ЗАО (на руски: За́падный администрати́вный о́круг) е един от 12-те окръга на руската столица Москва, с площ 153 км2 и население 1 383 853 души (2022).
Районът се смята за един от най-престижните за живеене и един от най-екологичните райони на Москва. В много райони на квартала, по-специално на Вернадския проспект, през съветската епоха са построени множество институти и университети, които превръщат близките къщи в дом на своите служители: университетски преподаватели, изследователи и студенти. В район Раменки са разположени много чуждестранни посолства.
Територията на ЗАО започва от десния бряг на река Москва. Границите на района повтарят завоите на реката от Воробьови хълмове до булевард "Маршал Жуков". На запад районът не само се простира до Московския околовръстен път, но и излиза извън него - ЗАО включва няколко района, които са откъснати от основната зона на столицата. Местоположението на Западния административен район е едно от най-благоприятните: има много паркове и малко промишлени предприятия.

## Райони
Административно окръгът се поделя на 13 района:
- Внуково
- Дорогомилово
- Крлатско
- Кунцево
- Можайски
- Ново-Переделкино
- Очаково-Матвеевско
- Проспект Вернадско
- Раменки
- Солнцево
- Тропарьово-Никулино
- Филевски Парк
- Фили-Давдково

## Управление на префектурата
Алексей Олегович Александров е назначен за префект на 26 ноември 2010 г.
От 2003 г. до 2010 г. префект на Западния административен окръг е Юрий Михайлович 
Алпатов. От 29 септември 2010 г., след оставката на кмета на Москва Юрий Лужков, той е изпълняващ длъжността префект, въпреки че официалната заповед за това е подписана от новия кмет Сергей Собянин едва на 1 ноември.

## Религия
На територията на Западния окръг има повече от 60 православни храма, обединени в Михайловски и Георгиевски бенефиции на Московската градска епархия на Руската православна църква. Благодетел на района е протойерей Георги Студенов, настоятел на църквата "Архангел Михаил" в Тропарево.
На територията на района, в Парка на победата, се намират също така мемориална джамия и мемориална синагога.